# Elachyophtalma flavolivacea
Elachyophtalma flavolivacea är en fjärilsart som beskrevs av Rothschild 1916. Elachyophtalma flavolivacea ingår i släktet Elachyophtalma och familjen silkesspinnare. Inga underarter finns listade i Catalogue of Life.